# Saranthe klotzschiana
Saranthe klotzschiana là một loài thực vật có hoa trong họ Marantaceae. Loài này được (Körn.) Eichler miêu tả khoa học đầu tiên năm 1884.